# Bestuurlijke indeling van Noorwegen

Provinciale indeling van Noorwegen sinds 1 januari 2024

De bestuurlijke indeling van Noorwegen bestaat naast de centrale overheid uit vijftien provincies (fylker) en gemeenten (kommuner). De landsdelen (landsdeler) hebben geen bestuurlijke rol.
Spitsbergen en Jan Mayen blijven buiten deze structuur.

## Fylke
Noorwegen is sinds 1 januari 2024 verdeeld in vijftien provincies. In iedere provincie is er een vertegenwoordiger van de staat ("Fylkesmann"), met uitzondering van Oslo en Akershus die een fylkesmann delen. De fylkesmann is met name belast met uitvoering van het medebewind door de provincie als regeringsdistrict.
Parallel kent iedere provincie met uitzondering van Oslo, dat maar uit een gemeente bestaat, ook eigen bestuursorganen, gezamenlijk wel aangeduid als  provinciegemeenten (fylkeskommune):
- Fylkesting – Provinciale Raad
- Fylkesutvalg - Provinciale Commissie
- Fylkesordfører - Provinciale Burgemeester

## Gemeente
Verder kent Noorwegen gemeenten (kommuner). De gemeente heeft eigen bestuursorganen, te weten:
- Kommunestyre - Gemeenteraad
- Formannskap -  Bestuur
- Ordfører - Burgemeester, letterlijk Woordvoerder